# Göteborger Schärengarten
Der Göteborger Schärengarten ist eine Inselgruppe (Schärengarten) im Norden des Kattegat westlich der Stadt Göteborg in Schweden.

## Lage

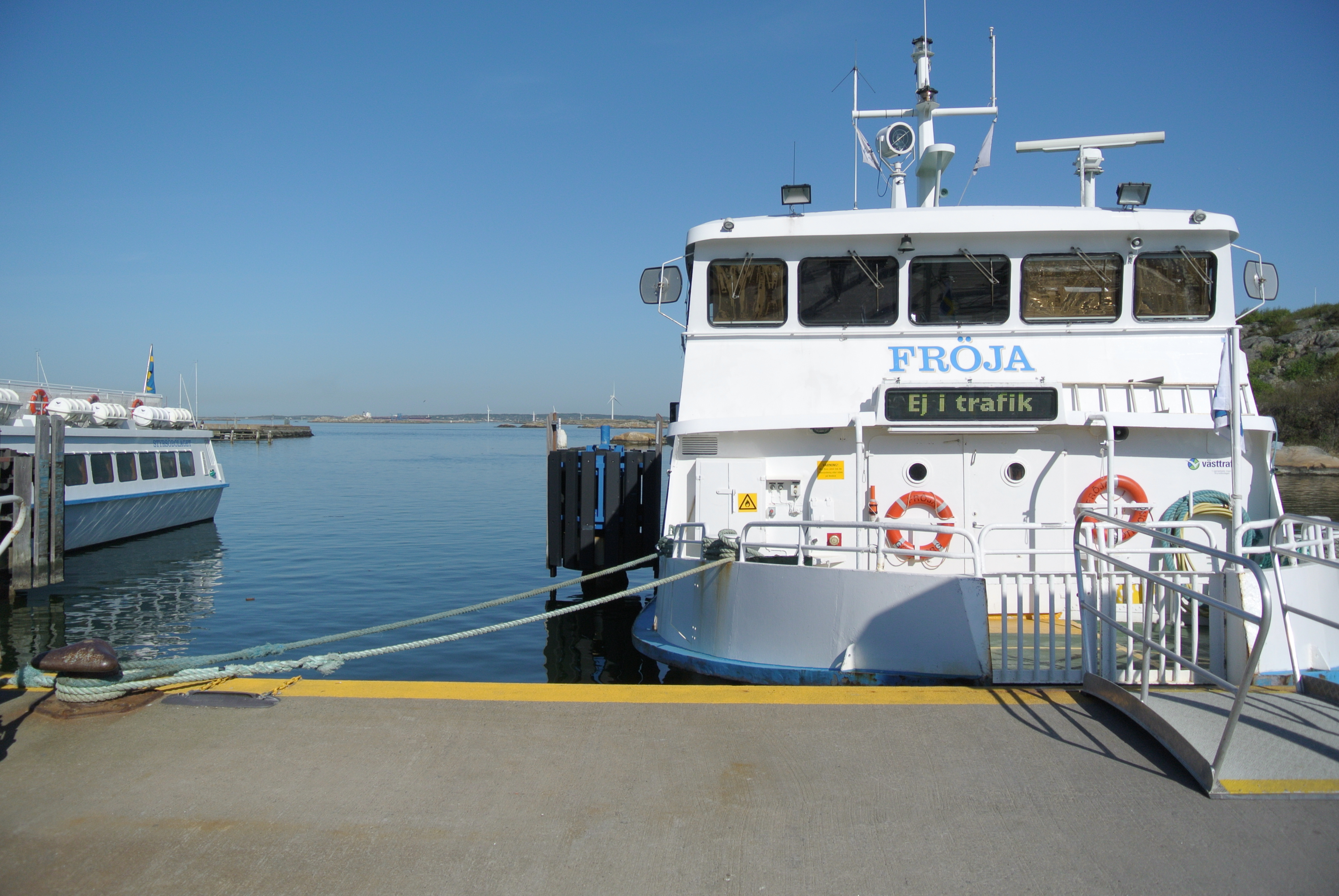
Fähre in Saltholmen

Er besteht aus einer Vielzahl von Schären genannten kleinen Inseln, die der Küste vorgelagert sind. Es wird unterschieden zwischen dem nördlichen und dem südlichen Schärengarten. Der nördliche Schärengarten gehört zur Gemeinde Öckerö, der südliche Teil zur Gemeinde Göteborg. Der nördliche Teil der Schären wird durch Fährverbindungen von Lilla Varholmen, der südliche von Saltholmen aus erschlossen. Zwischen einigen Inseln bestehen darüber hinaus auch Brückenverbindungen.

## Inseln im nördlichen Schärengarten

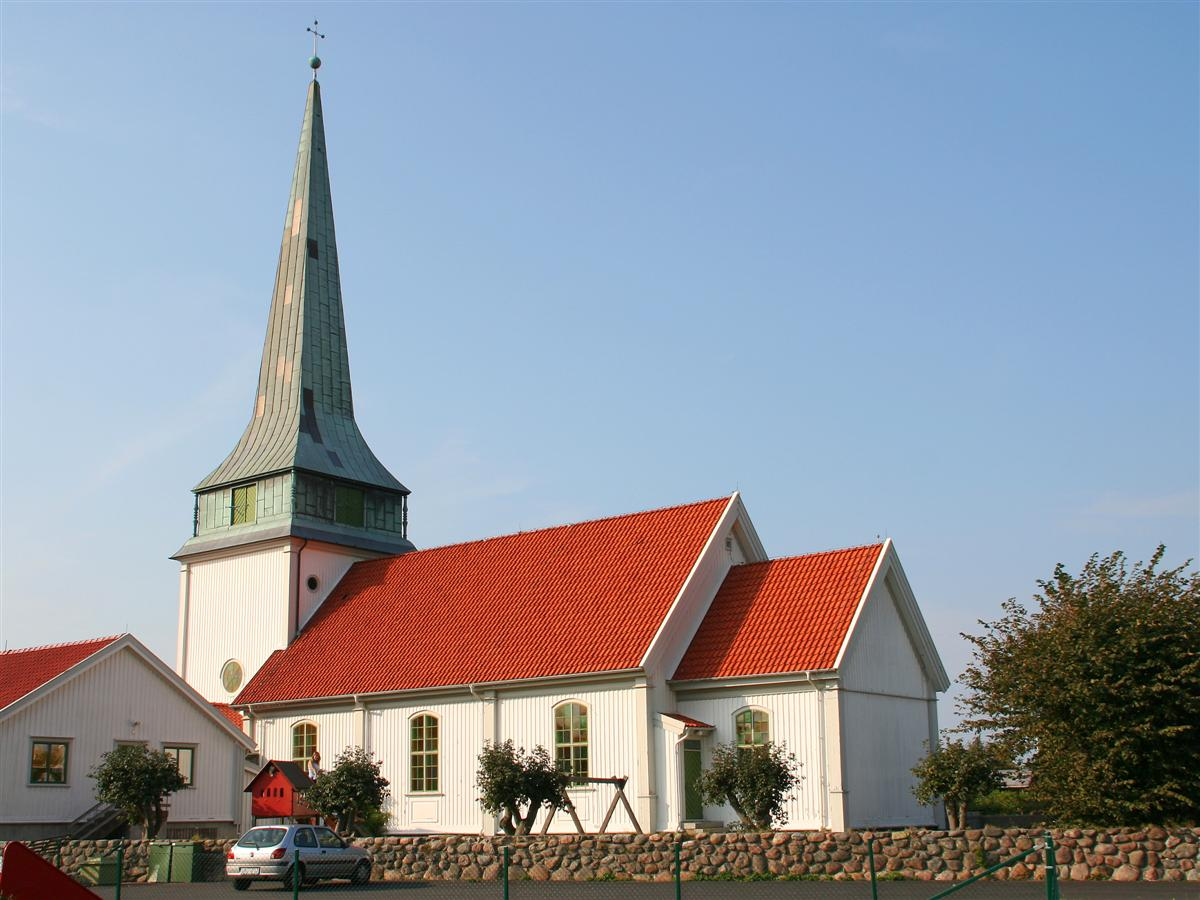
Kirche von Hönö

Zum nördlichen Schärengarten gehören die nachfolgend aufgeführten Inseln. Die Aufstellung ist nicht vollständig.
- Björkö
- Fotö
- Grötö
- Halleskär
- Hyppeln
- Hälsö
- Hönö
- Kalvsund
- Källö-Knippla
- Öckerö
- Rörö
- Vipeskär

## Inseln im südlichen Schärengarten

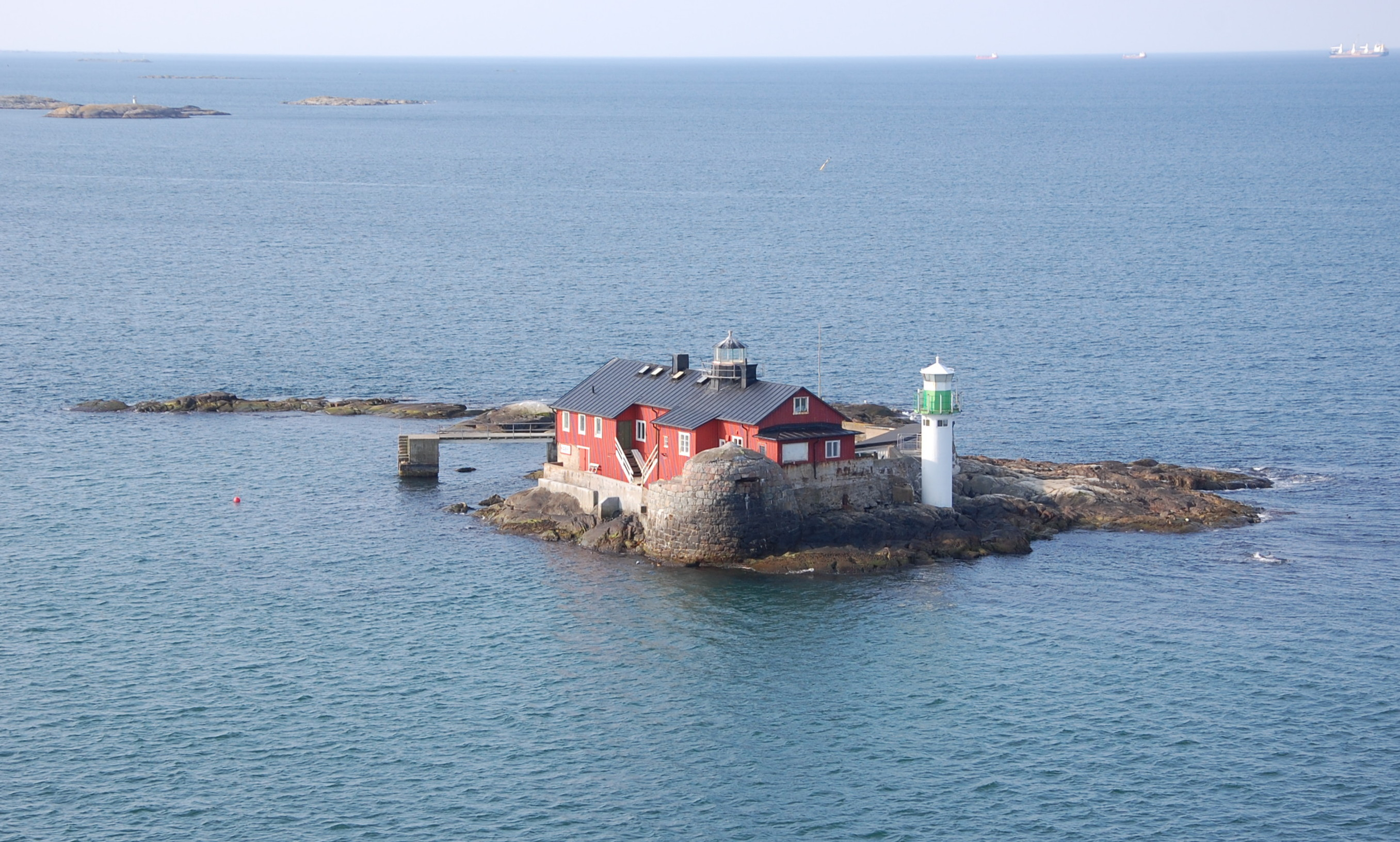
Leuchtturm auf Böttö

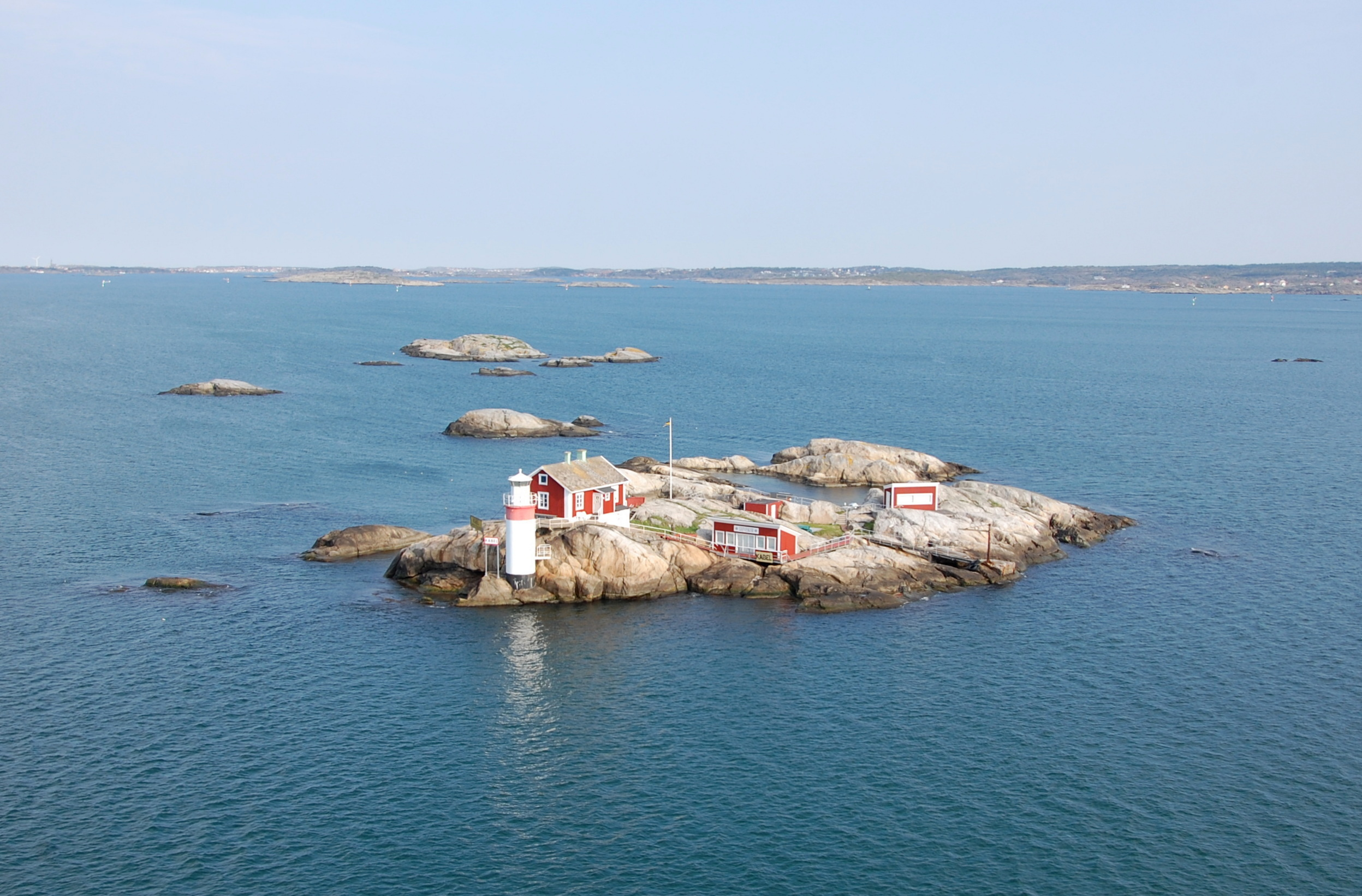
Gäveskär

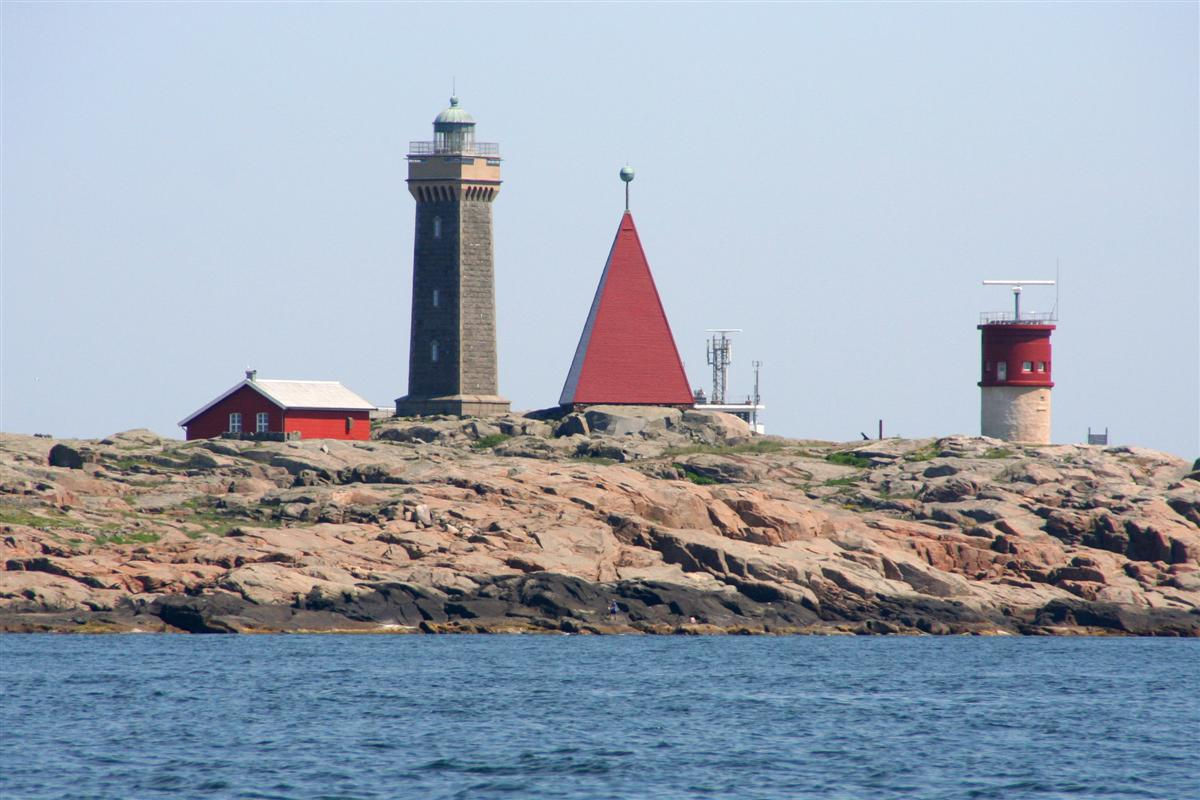
Seezeichen auf Vinga

Die nachfolgend aufgeführten Inseln werden zum südlichen Schärengarten gezählt. Auch diese Aufstellung ist unvollständig.

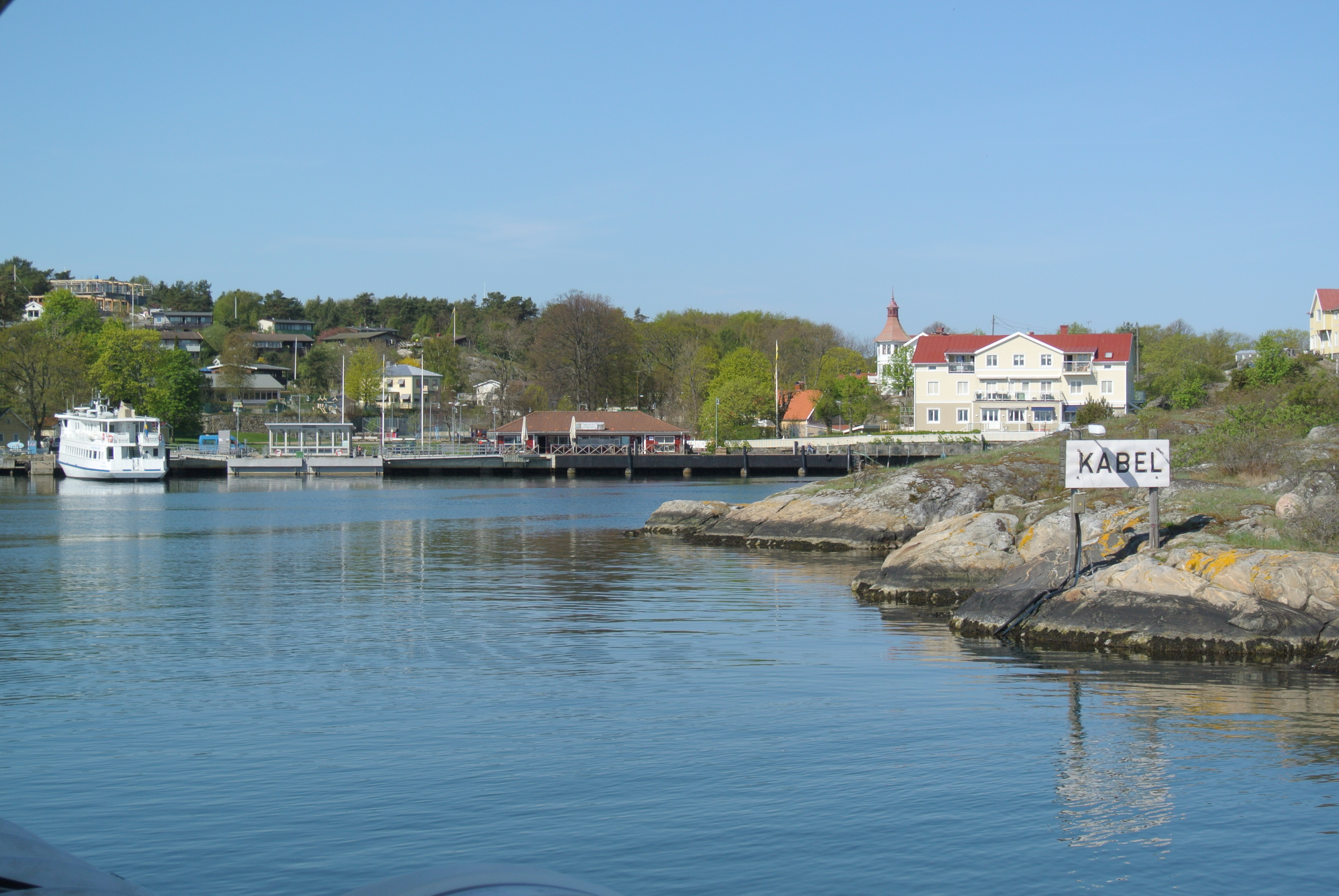
Styrsö

- Asperö
- Böttö
- Brännö
- Buskär
- Danaholmen
- Donsö
- Fjärskären
- Galterö
- Gäveskär
- Hjärtholmen
- Hundeskär
- Klåveskär
- Knarrholmen
- Kårholmen
- Källö
- Känsö
- Knippleholmarna
- Köpstadsö
- Kuskär
- Rivö
- Sjumansholmen
- Stockholmen
- Stora Förö mit Lilla Förö

- Styrsö
- Svinholmarna
- Vargö
- Varholmen
- Vasskären
- Vinga
- Vrångö